# Рівненська обласна рада
Рівненська обласна рада — є представницьким органом місцевого самоврядування, що представляє спільні інтереси територіальних громад сіл, селищ, міст, у межах повноважень, визначених Конституцією України, Законом України «Про місцеве самоврядування в Україні» й іншими законами, а також повноважень, переданих їм сільськими, селищними, міськими радами.
Обласна рада складається з 64 депутатів, обирається населенням Рівненської області терміном на 5 років. Рада обирає постійні і тимчасові комісії. Обласна рада проводить свою роботу сесійно. Сесія складається з пленарних засідань і засідань її постійних комісій.

## Історія

### Передумови
Крайове самоврядування на Рівненщині: від витоків до сьогодення
Самоврядування як засіб осягнення усіх частин політичного, соціально-економічного й культурного життя відіграє важливу роль у функціонуванні державного організму, є одним із інструментів безпосередньої участі громадян в ухваленні рішень. Самоорганізація окремих територій як одиниць зі спільними етнічними, духовними та господарськими рисами в межах державного утворення — свідчення високого рівня їх політичної свідомості, здатності ефективно розвиватися. Самоуправління також вважають своєрідним майданчиком апробації новацій, становлення еліти, напрацювання моделей рівноваги інтересів різних суспільних груп.
Історичні джерела свідчать, що до створення Київської Руси-України з центром у Києві на Волині, до складу якої входили райони сучасної Рівненщини, вже існувала власна територіальна протодержавна організація. Припускають, що виникла вона в результаті реалізації спільних або економічних, або військових інтересів. Міста краю розташовувались на перетині важливих міжнародних торговельних шляхів. Для гарантування безпеки пересування необхідно було вжити систему заходів, яка була під силу лише організованим громадам. Також, відсіч агресорові вимагала координації зусиль, дій.
Протягом ІХ—Х ст.ст. край остаточно закріплюється у складі Київської держави. Першочерговим свідчення цього стає призначення на Волинь удільними князями представників великокняжої династії, поширення загальнодержавних законів і правил. Однак, місцева еліта хоча і втратила частину прав, але не зійшла з регіональної політичної арени. Удільний князь мусив враховувати її інтереси. Зародки елементів самоврядування бачимо також у колективному вирішенні господарських проблем на рівні сіл, міст і містечок.
Іноді боротьба за вплив на розв'язання питань у князівстві призводила до заколотів. Значного успіху у відстоюванні прав досягли бояри Галичини. Натомість на Волині місцева еліта у більшості випадків підтримувала князя.
Татаро-монгольська навала 40-х рр. ХІІІ ст. виявилась однією з причин занепаду Київської держави. Поступово центр політичного життя переміщується на захід у Волинь та Галичину. Галицько-Володимирська держава стала продовженням державотворчих традицій на українських землях. Аристократія Волинського князівства намагалася зберегти статус впливової сили.
Включення волинських земель до складу Литовського князівства — початок нового етапу еволюції самоврядування. У цей час засновуються й активно розвиваються княжі роди, окремі з яких виводили своє походження від князівських династій доби Київської Руси. У Великому Князівстві Литовському Волинь ще деякий час зберігала статус князівства, але згодом її реорганізовано у звичайну провінцію. Як політично відповідальна частина суспільства, українська шляхта взяла на себе обов'язки військового захисту території від татарських набігів та вторгнень інших загарбників. Звісно ж, що і вирішення проблем місцевого управління також знаходилось в її руках. Волинь тоді стає другим за важливістю краєм у Литовській державі. Маршалком воєводства був, як правило, луцький староста. Він очолював крайові з'їзди, був керівником місцевих збройних формувань. У результаті поширення у Литовському Князівстві політичних традицій коронного краю у 1566 р. уряд намісника Волинського воєводства замінено воєводським урядом. Воєводу призначав великий князь, а повітових старост обирала шляхта. Тоді ж Другий Литовський статут узаконив сейм українсько-білорусько-литовської шляхти як вищий законодавчий орган князівства.
Розвиток самоуправління на Рівненщині мав вираз ще й у поширенні магдебурзького права. Зростання правосвідомості мешканців міст і містечок краю завдяки політичному та економічному розвитку призводить до боротьби за самоврядування. Наприкінці XV — упродовж XVI та XVII ст.ст. таке право отримують міщани низки міських населених пунктів Волині. Зокрема, магдебурзьке управління здобули Луцьк, Крем'янець, Рівне, Житомир, Володимир, Ковель, Торчин, Олика, Дубно, Клевань, Межиричі (Корецькі), Великі Межиричі (Острозькі) та інші. Отримання магдебурзького право активізувало міське економічне та культурне життя. Це твердження яскраво ілюструє приклад Острога. У 1585 р. королівським привілеєм місту надано магдебурзьке право. У цей же час завдяки князю Костянтину (Василю) Костянтиновичу Острозькому в Острозі створено вищий навчальний заклад — академію. Місто на довгий час стає одним із центрів духовного та культурного розвитку цілої України.
Після Люблінської унії 1569 р. Волинське воєводство включено до складу Речі Посполитої. У результаті на край поширилась традиція шляхетських сеймиків.
Самоуправління виражалось тоді у проведенні крайових сеймиків, де обраним депутатам давались інструкції щодо їх поведінки і голосування на загальнопольському сеймі. На крайові сеймики з'їжджалась шляхта усього воєводства. Зауважимо, що до компетенції загальнодержавного сейму належали найважливіші питання, зокрема, щодо державного устрою, оголошення війни, обрання короля та інше. Досить часто волинська шляхта виступала на захист релігійних прав українського населення. Неодноразово представники Волині намагалися пов'язати розгляд сеймом тих чи інших питань із вирішенням прав грецької віри. Особливо це помітно протягом першої третини XVII ст. Також до компетенції крайових сеймиків належали, крім визначення депутатів на коронний сейм, обрання на земські уряди (підкоморний, суддя), збирачів податків, делегатів у трибунал, вирішення справ воєводства, його скарбу, війська.
Недоліком крайового самоуправління було те, що участь у ньому брала лише шляхта. Інші суспільні верстви як міщани та селянство були усунуті від ухвалення рішень. Лише наприкінці існування Польщі здійснено реформу. Конституція 3 травня 1791 р. дала право голосу міщанам, на черзі були й селяни, однак сама польська держава припинила функціонування.
Наприкінці XVIII ст. Рівненщину включено до складу Російської імперії. Про жодне самоуправління для волинського краю в цій державі не могло бути мови. Росіяни боялись сепаратизму. Лише на посади повітового та нижчого рівня місцеві дворяни обирали кандидатів з-поміж себе. У добу реформ Петербург погодився на гмінне самоврядування у Конгресовій Польщі, але і то під контролем урядових комісарів. Повітового ж та міського самоврядування імперська влада не допустила. Дещо кращим було становище у сусідній Галичині у складі Австро-Угорської монархії. Габсбурги дозволили гмінне, повітове та міське самоврядування, а з 1861 по 1914 рр. ефективно діяв Галицький крайовий сейм — головний представницько-законодавчий орган галицької автономії. Самоврядні інституції названих рівнів однак не відображали у повній мірі настроїв населення оскільки будувались на несправедливій кастовій системі.
У середині 60-х рр. ХІХ ст. у Російській імперії дозволено створення земських органів самоврядування. Однак він не стосувався національних окраїн. Лише у 1911 р. земства з'являються у Волинській губернії.
Розпорядчими органами земства були губернські та повітові земські збори. Очолював їх голова — губернський чи повітовий маршалок. Депутати (гласні) обиралися від трьох курій: повітових землевласників, власників міської нерухомості і представників сільських громад. Для реалізації рішень земських зборів створювали виконавчі органи — губернські і повітові управи. До сфери відання земств належали народна освіта, охорона здоров'я (було створено розгалужену мережу земських шкіл, лікарень, фельдшерських пунктів, аптек), будівництво доріг, сприяння розвитку селянських господарств (агрономічна служба, склади сільськогосподарських машин, посівного матеріалу), кустарних промислів та інше. Земства діяли під контролем влади. Зокрема, міністерство внутрішніх справ і губернатори могли скасовувати їх рішення. Контроль уряду було посилено зі створенням губернських у земських справах присутствій.
Перша світова війна зумовила посилення ролі земств. Державна бюрократична система імперії виявилась нездатною організувати допомогу сотням тисяч утікачів із зони бойових дій, налагодити роботу шпиталів для поранених військових та цивільних осіб, надання технічної допомоги війську. У 1915 р. постав Всеросійський земський союз. Цього ж року він об'єднався з Всеросійським союзом міст. Як автономні структури в межах загальноросійських виникли союзи окремих фронтів. Так, Комітет союзу міст Південно-Західного фронту очолював барон Федір Штейнгель.
У добу національно-визвольної боротьби 1917–1921 рр. земства на Рівненщині продовжували функціонувати. За часів Української Центральної Ради державну
владу на місцях уособлювали губернські та повітові комісари. Після приходу до влади гетьмана Павла Скоропадського їх замінили губернські та повітові старости. Невдовзі виник конфлікт на політичному ґрунті між окремими земствами та гетьманським урядом. У результаті було розпущено низку земських інституцій серед них і повітова земська управа в Рівному, а її голову Сумновича та кількох членів заарештовано.
У квітні 1918 р. губернські земські управи об'єдналися у Всеукраїнський союз земств. На чолі управи союзу став Симон Петлюра. Через уже згаданий конфлікт земств із гетьманським урядом 27 липня ув'язнено С. Петлюру. Гетьманська влада вважала склад земств невідповідним часу та завданням і розробила закон про вибори до органів місцевого самоврядування. У ньому передбачалась низка обмежень прав громадян, повернення куріальної системи.
Земське самоуправління на Рівненщині, попри складну військово-політичну ситуацію в Україні, намагалося усіма можливими засобами нормалізувати економічну ситуацію. Зокрема, через відсутність достатньої кількості українських банкнот, низка міських та повітових управ краю ухвалила рішення про випуск локальних грошевих знаків. Такі були випущені в обіг у 1919 р. у Рівному (міська управа, повітове земство), Острозі (міська управа) та Корці (міська управа).
Кількамісячне існування радянської влади на Рівненщині помічене особливостями щодо місцевого самоврядування. Оскільки більшовики не мали переваги у земствах, то, відразу ж після приходу до влади в Росії у 1917 р., вони розпустили ці органи. Їх місце посіли контрольовані ради. Тому, більшовики, перебуваючи на Рівненщині у 1919 р. і 1920 р., спирались на новостворені ради.
У 1921 р. Рівненщина згідно з Ризьким мирним договором була включена до складу Польщі. Після стабілізації ситуації в краї запроваджено повітове, гмінне та міське самоврядування. На практиці це виглядало наступним чином. На рівні сільської громади справи вирішували громадське зібрання або громадська рада. Тобто у населених пунктах з чисельністю мешканців понад двісті осіб обиралася рада громади, а в менших — діяли збори громади. Сільські громади делегували представників до гмінної ради. Уряд гміни складався з війта, підвійта, двох або трьох лавників.
У більших містах Рівненщини у міжвоєнний період діяло міське самоуправління. Міську раду, яка складалася із лавників, очолював бургомістр або президент. До її компетенції належало обрання міського уряду, контроль за його діяльністю (встановлення штатів, складання правил їх праці, затвердження звіту бюджету та інше).
На повітовому рівні самоуправління знаходилось у руках повітової ради, яка складалась з радних і членів повітового виділу (орган виконавчої влади). Радних обирала колегія виборців з числа гмінних радних та урядовців сільських і невиділених з повіту міст. Сформовані повітові ради обирали членів повітових виділів. І повітову раду, і повітовий виділ очолював повітовий староста. Він був державним урядовцем. Щодо повітового самоуряду, то він розглядав господарські питання, справи пов'язані із охороною здоров'я, освітою, розвитком культури у випадку коли їх не могли вирішити гміни, мав окремі особливі функції.
На рівні воєводства самоуправління на Волині не існувало. Варшава не бажала розвитку самоврядування на територіях, де більшість складали українці. Лише у 1928 р. створено ерзац-сеймик — Волинська воєводська рада. До її складу входили по одному представнику від повіту та виділеного міста. Вже на початку наступного року розпочав роботу волинський воєводський виділ. Однак, до справжнього крайового самоуправління не дійшло. Поляки мотивували це тим, що на Волині не було традицій самоврядування.
Однією з форм впливу волинян на загальнодержавне та воєводське політичне життя була участь у парламентських виборах. Попри складну систему висунення кандидатів, фальсифікації, інтереси краю у сеймі та сенаті представляли українські посли і сенатори. До числа найактивніших належали Степан Скрипник, Петро Певний, Михайло Тележинський, Сергій Тимошенко, отець Мартин Волков, Микита Бура, Микола Маслов, Володимир Онуфрійчук та інші.

### Створення та діяльність
У вересні 1939 р. Рівненщину приєднано до складу Радянського Союзу. На початках владу в краї уособлювали тимчасові селянські, міські та повітові комітети. Невдовзі радянський режим організував вибори до Народних зборів Західної України з метою легітимізації територіальних надбань. У жовтні 1939 р. під час засідання цих зборів у Львові прийнято декларацію про входження Західної України до СРСР. Протягом 1939–1941 рр. запроваджено й затверджено систему рад.
Наприкінці літа 1941 р. Рівненську область окупували війська Німеччини. Після встановлення в краї цивільної адміністрації, вималювалась картина політичного та господарського управління. Основна частина підконтрольної української території увійшла до складу Райхскомісаріату Україна зі столицею у Рівному. Окремі області об'єднано в генерал-комісаріати, які, у свою чергу, складались із гебітскомісаріатів. Рівненська область, розділена на Рівненський, Здолбунівський, Костопільський та інші гебітскомісаріати, належала до Генералкомісаріату Волинь і Поділля. Всі посади в цивільній німецькій адміністрації займали представники арійської раси. Українцям дозволили брати участь в управлінні лише на рівні сільських громад та районних управ із повноваженнями допоміжного характеру.
У 1944 р. Рівненська область знову опинилась у радянському просторі. Внаслідок зруйнування ряду населених пунктів та адміністративних одиниць під час війни центри деяких районів і сільських Рад Української Радянської Соціалістичної Республіки було перенесено в інші населені пункти. Крім того, протягом 1944–1946 рр. проведено значні зміни в адміністративно-територіальному поділі окремих областей, міських, селищних і сільських Рад, а також перейменовано низку населених пунктів та Рад.
Станом на 1 вересня 1946 року в Рівненській (тоді Ровенській) області було 2228 населених пунктів, з них — 1 місто обласного підпорядкування, 8 — районного підпорядкування, 4 селища міського типу. Територіально область поділено на 30 районів, в яких загалом налічували 810 сільрад.
Представницькі органи державної влади тодішнього СРСР становили єдину всеохопну систему Рад депутатів трудящих від Верховної Ради до сільської. Йшлося про те, через Ради найбільш безпосередньо здійснюється повновладдя народу. Система Рад складалася з вищих органів державної влади — Верховної Ради СРСР і Верховних Рад союзних республік та автономних республік і місцевих — крайових, обласних, окружних, районних, міських, селищних і сільських Рад депутатів трудящих. Взаємовідносини між ними ґрунтувалися на задекларованому принципі демократичного централізму, тобто підпорядкованості по вертикалі (сучасні ради не мають прямого підпорядкування з низу до верху). У системі радянських представницьких органів місцеві Ради депутатів трудящих виступали як органи державної влади і місцевого самоврядування. При кожній раді був створений свій виконавчий комітет, який вирішував увесь комплекс народногосподарських питань: економіки, освіти, охорони здоров'я, культури тощо.
Вибори, за невеликим винятком, відбувалися через два роки (з 1990 р. — через чотири). Наголошувалося, що місцеві Ради не затверджуються і не призначаються центральною владою, а утворюються на основі єдиних принципів радянської виборчої системи безпосередньо народом. Усі ланки представницьких органів базувалися на територіальному принципі, незалежно від соціальної, національної, виробничої та будь-якої іншої належності людей, які проживають на території, де цей орган здійснює державну владу. У 1962–1964 рр. була спроба організаційної перебудови місцевих Рад за так званим виробничим принципом, але вона не мала успіху.
Після адміністративно-територіальної реформи відбулося укрупнення адміністративно-територіальних одиниць. Зокрема, Рівненщину було поділено на 15 районів (з 1995 р. — 16, утворено Демидівський район). Зменшилася кількість сільрад. У 1985 р. було 299 сільських рад проти 810 у 1946 р. Щодо структури місцевих рад, то, наприклад, в обласній раді ХІХ скликання (1985 р.) було 150 депутатів, з них 86 членів КПРС, 71 жінка, 42 робітники, 40 колгоспників. У склад обласного виконкому були обрані 15 осіб. Така ж пропорція прослідковувалася і в радах інших рівнів.
Отож, протягом другої половини 40—80-х рр. минулого століття крайове самоврядування в Рівненській області втілювалося у системі сільських, селищних, міських, районних та обласної рад. Вони мали значні повноваження, однак через природу тодішньої державної системи не могли їх реалізувати повністю. Однопартійність виключала можливість політичного плюралізму. Закон Української Радянської Соціалістичної Республіки від 31 жовтня 1980 р. про обласні ради народних депутатів встановлював, що рада народних депутатів вирішує всі питання місцевого значення, керуючись загальнодержавними інтересами громадян, які мешкають на території області, реалізує рішення вищих державних органів та інше.
Характерною рисою кінця 80-х рр. стали демократичні віяння. Ради поступово набували реальної влади, перетворювались на дієві органи крайового самоврядування.
Враховуючи, що Законом України «Про визначення порядку обчислення скликань Верховної Ради України» розпочато відлік скликань ВРУ, виходячи з факту проголошення незалежності України 24 серпня 1991 року, обласна ради ухвалила відповідне рішення: розпочати відлік скликань з обласної ради двадцять першого скликання, яка стала обласною радою першого скликання. Обласна рада, обрана у 1994, 1998 та 2002 роках, є обласною радою відповідно другого, третього та четвертого скликань.

## Попередні скликання

### VII скликання
Блок Петра Порошенка (17)

     ВО «Батьківщина» (15)

     Радикальна партія Олега Ляшка (10)

     ВО «Свобода» (8)

     Партія конкретних справ (6)

     УКРОП (3)

     Позафракційні (5)

## Результати виборів 2010 року
| №  | Партія                           | Здобуто місць |
| -- | -------------------------------- | ------------- |
| 1  | Партія регіонів                  | 29            |
| 2  | ВО «Батьківщина»                 | 18            |
| 3  | Народна партія                   | 8             |
| 4  | «Наша Україна»                   | 6             |
| 5  | ВО «Свобода»                     | 5             |
| 6  | Сильна Україна                   | 5             |
| 7  | Всеукраїнський патріотичний союз | 3             |
| 8  | Фронт Змін                       | 3             |
| 9  | Єдиний центр                     | 1             |
| 10 | Відродження                      | 1             |
| 11 | Українська народна партія        | 1             |

## Результати виборів 2015 року
| № | Партія                                 | Здобуто місць |
| - | -------------------------------------- | ------------- |
| 1 | Блок Петра Порошенка «Солідарність»    | 19            |
| 2 | Всеукраїнське об'єднання «Батьківщина» | 16            |
| 3 | Радикальна партія Олега Ляшка          | 10            |
| 4 | Всеукраїнське об'єднання «Свобода»     | 8             |
| 5 | Політична партія «Конкретних справ»    | 6             |
| 6 | УКРОП                                  | 5             |

## Результати останніх виборів 2020 року
| № | Партія                                 | Здобуто місць |
| - | -------------------------------------- | ------------- |
| 1 | Європейська Солідарність               | 14            |
| 2 | Слуга народу                           | 12            |
| 3 | Всеукраїнське об'є́днання «Батьківщи́на» | 11            |
| 4 | За майбутнє (партія)                   | 9             |
| 5 | Сила і честь (партія)                  | 8             |
| 6 | Радикальна Партія Олега Ляшка          | 6             |
| 7 | Всеукраїнське об'єднання «Свобода»     | 6             |